# Margrete af Valois
Margrete af Valois eller Margrete af Frankrig (fransk: Marguerite de Valois eller Marguerite de France), også kendt som Dronning Margot (fransk: la Reine Margot) (14. maj 1553 – 27. marts 1615) var en fransk prinsesse af Huset Valois, der var dronning af Frankrig fra 1589 til 1599 som kong Henrik 4. af Frankrigs første hustru.
Margrete var datter af kong Henrik 2. af Frankrig i hans ægteskab med Katarina af Medici og dermed søster til de franske konger Frans 2., Karl 9. og Henrik 3. I 1572 blev hun gift med huguenotlederen kong Henrik 3. af Navarra og blev dermed dronning af Navarra. Ægteskabet med den protestantiske Henrik skulle være et led i forsoningen mellem katolikker og protestanter i Frankrig, men brylluppet blev anledning til Bartholomæusnatten, massakren på huguenotterne i Paris natten mellem 24. og 25. august og blev anledning til en genopblussen af Religionskrigene i Frankrig. I 1589 blev hun dronning af Frankrig, da hendes mand besteg den franske trone under navnet Henrik 4. På hans foranledning og med pavens godkendelse blev det barnløse ægteskab annulleret i 1599. Henrik giftede sig året efter med Marie af Medici.

## Eksterne links
- Wikimedia Commons har flere filer relateret til Margrete af Valois